# Monte Margarida
Monte Margarida ist ein Ort und eine ehemalige Gemeinde (Freguesia) im portugiesischen Kreis Guarda. Die Gemeinde hatte 36 Einwohner (Stand 30. Juni 2011).
Am 29. September 2013 wurden die Gemeinden Monte Margarida und Rochoso zur neuen Gemeinde União das Freguesias de Rochoso e Monte Margarida zusammengeschlossen.